# Caverna dos Tesouros

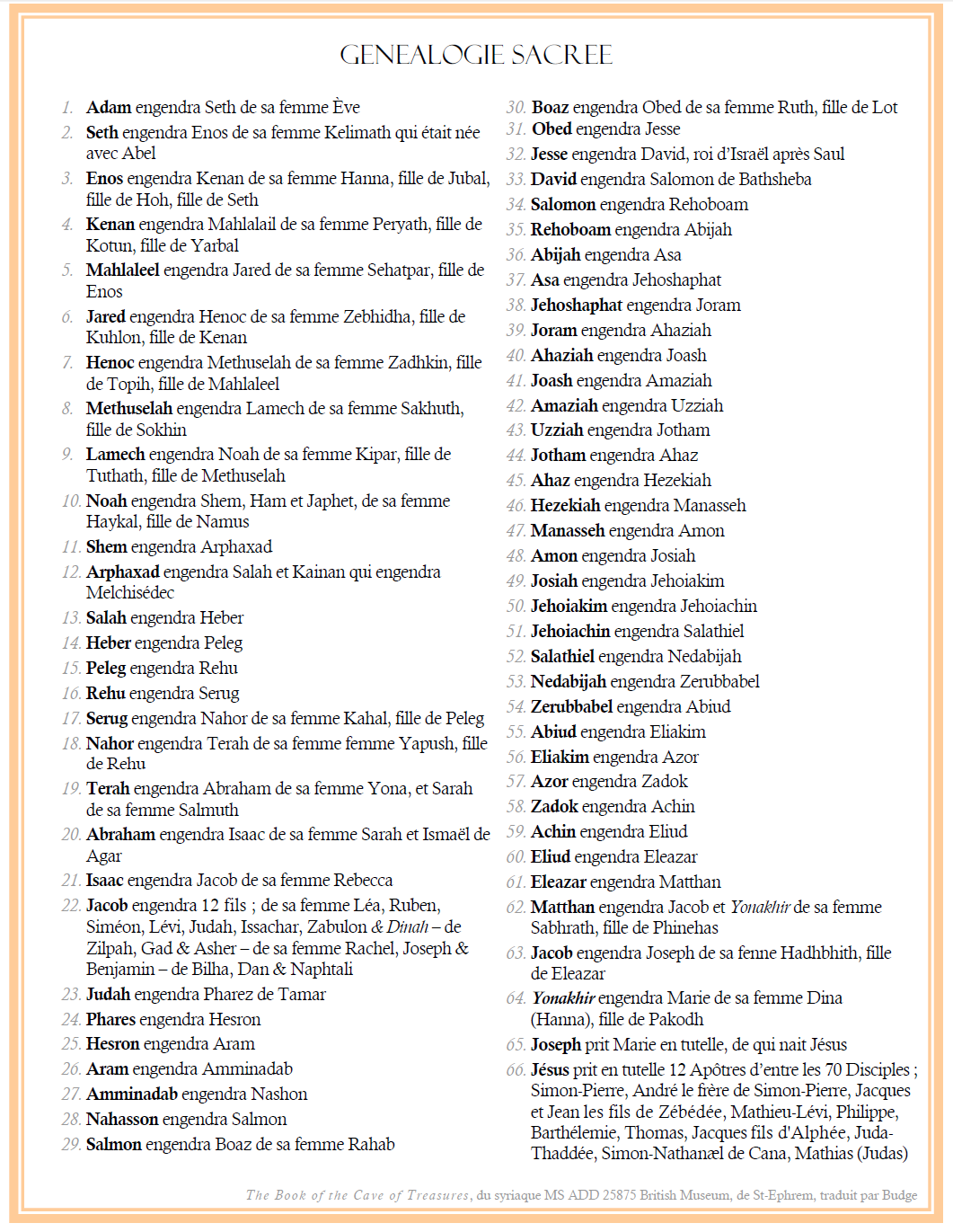
Genealogia sagrada, cf. Livro da Caverna do Tesouro (do siríaco, Mss ADD 25875, Museu Britânico) por st. Efrém, trad. W. Mover

Caverna dos Tesouros é um livro apócrifo escrito em siríaco escrito no final do século VI ou início do século VII que contém várias narrativas relacionadas a Bíblia cristã. É tradicionalmente atribuído a Éfrem da Síria (m. 373), mas análises acadêmicas modernas mostraram que o verdadeiro autor foi outra pessoa, que também viveu no norte da Mesopotâmia, mas séculos mais tarde (c. 600).
O livro é uma crônica histórica, baseada nas Escrituras, narrando os 5500 anos desde a criação de Adão até o nascimento de Cristo. Ele é dividido em cinco capítulos de mil anos cada e um capítulo final de quinhentos. Os capítulos do livro são:
- Primeiro milênio: desde a criação do mundo até quando os descendentes de Sete desceram da montanha onde viviam e se misturaram aos descendentes de Caim.[4]
- Segundo milênio: desde a invenção da música pelos descendentes de Caim até o Dilúvio.[5]
- Terceiro milênio: desde o Dilúvio até o reinado de Nimrod.[6]
- Quarto milênio: desde o início de vários reinos (Egito, Sabá, Ofir, Havilá, Índia) até a época do juiz Eúde.[7]
- Quinto milênio: da época do juiz Eúde até o reinado de Ciro, o Grande.[8]
- Sexto milênio: os quinhentos anos desde Ciro até o nascimento de Cristo.[9]